# La ballade des gens heureux
La ballade des gens heureux is een nummer van Gérard Lenorman. Het werd uitgegeven in 1975.

## Hitnoteringen

### Nederlandse Top 40
| Hitnotering: 31-01-1976 t/m 03-04-1976 | Hitnotering: 31-01-1976 t/m 03-04-1976 | Hitnotering: 31-01-1976 t/m 03-04-1976 | Hitnotering: 31-01-1976 t/m 03-04-1976 | Hitnotering: 31-01-1976 t/m 03-04-1976 | Hitnotering: 31-01-1976 t/m 03-04-1976 | Hitnotering: 31-01-1976 t/m 03-04-1976 | Hitnotering: 31-01-1976 t/m 03-04-1976 | Hitnotering: 31-01-1976 t/m 03-04-1976 | Hitnotering: 31-01-1976 t/m 03-04-1976 | Hitnotering: 31-01-1976 t/m 03-04-1976 | Hitnotering: 31-01-1976 t/m 03-04-1976 |
| Week:                                  | 1                                      | 2                                      | 3                                      | 4                                      | 5                                      | 6                                      | 7                                      | 8                                      | 9                                      | 10                                     |                                        |
| -------------------------------------- | -------------------------------------- | -------------------------------------- | -------------------------------------- | -------------------------------------- | -------------------------------------- | -------------------------------------- | -------------------------------------- | -------------------------------------- | -------------------------------------- | -------------------------------------- | -------------------------------------- |
| Positie:                               | 26                                     | 16                                     | 8                                      | 2                                      | 2                                      | 2                                      | 11                                     | 23                                     | 32                                     | 40                                     | uit                                    |

### NederlandseNationale Hitparade
| Hitnotering: 31-01-1976 t/m 20-03-1976 | Hitnotering: 31-01-1976 t/m 20-03-1976 | Hitnotering: 31-01-1976 t/m 20-03-1976 | Hitnotering: 31-01-1976 t/m 20-03-1976 | Hitnotering: 31-01-1976 t/m 20-03-1976 | Hitnotering: 31-01-1976 t/m 20-03-1976 | Hitnotering: 31-01-1976 t/m 20-03-1976 | Hitnotering: 31-01-1976 t/m 20-03-1976 | Hitnotering: 31-01-1976 t/m 20-03-1976 | Hitnotering: 31-01-1976 t/m 20-03-1976 |
| Week:                                  | 1                                      | 2                                      | 3                                      | 4                                      | 5                                      | 6                                      | 7                                      | 8                                      |                                        |
| -------------------------------------- | -------------------------------------- | -------------------------------------- | -------------------------------------- | -------------------------------------- | -------------------------------------- | -------------------------------------- | -------------------------------------- | -------------------------------------- | -------------------------------------- |
| Positie:                               | 20                                     | 8                                      | 6                                      | 2                                      | 2                                      | 2                                      | 12                                     | 28                                     | uit                                    |

### VlaamseUltratop 30
| Hitnotering: 21-02-1976 t/m 24-04-1976 | Hitnotering: 21-02-1976 t/m 24-04-1976 | Hitnotering: 21-02-1976 t/m 24-04-1976 | Hitnotering: 21-02-1976 t/m 24-04-1976 | Hitnotering: 21-02-1976 t/m 24-04-1976 | Hitnotering: 21-02-1976 t/m 24-04-1976 | Hitnotering: 21-02-1976 t/m 24-04-1976 | Hitnotering: 21-02-1976 t/m 24-04-1976 | Hitnotering: 21-02-1976 t/m 24-04-1976 | Hitnotering: 21-02-1976 t/m 24-04-1976 | Hitnotering: 21-02-1976 t/m 24-04-1976 | Hitnotering: 21-02-1976 t/m 24-04-1976 |
| Week:                                  | 1                                      | 2                                      | 3                                      | 4                                      | 5                                      | 6                                      | 7                                      | 8                                      | 9                                      | 10                                     |                                        |
| -------------------------------------- | -------------------------------------- | -------------------------------------- | -------------------------------------- | -------------------------------------- | -------------------------------------- | -------------------------------------- | -------------------------------------- | -------------------------------------- | -------------------------------------- | -------------------------------------- | -------------------------------------- |
| Positie:                               | 18                                     | 9                                      | 8                                      | 6                                      | 6                                      | 8                                      | 11                                     | 17                                     | 17                                     | 29                                     | uit                                    |

### NPO Radio 2 Top 2000
| Nummer met noteringen in de NPO Radio 2 Top 2000 | '99  | '00  | '01  | '02  | '03  | '04  | '05  | '06  | '07  | '08  | '09  | '10  | '11  | '12  | '13  | '14  |
| ------------------------------------------------ | ---- | ---- | ---- | ---- | ---- | ---- | ---- | ---- | ---- | ---- | ---- | ---- | ---- | ---- | ---- | ---- |
| La Ballade des gens heureux                      | 1127 | 1502 | 1209 | 1720 | 1689 | 1519 | 1354 | 1282 | 1764 | 1489 | 1945 | 1700 | 1780 | 1329 | 1935 | 1717 |

1. ↑  Een vetgedrukt getal geeft de hoogste notering aan.
2. ↑  Deze tabel is bijgewerkt tot en met de laatste editie (2024).